# Tanaorhinus zoomesta
Tanaorhinus zoomesta là một loài bướm đêm trong họ Geometridae.